# Înapoi în viitor (album B.U.G. Mafia)
Înapoi în viitor este al 11-lea album al formației B.U.G. Mafia, lansat pe 1 septembrie 2011, la casa de discuri Casa Productions.
Membrii trupei în acea vreme și în prezent: Caddillac, Tataee și Uzzi.

## Ordinea pieselor[6]
| Nr.             | Titlu                                            | Autor(i)                                     | Text                                       | Lungime |  |
| 1.              | „Ziua independenței” (Feat. Magic Touch)         | Magic Touch                                  | Uzzi, Tataee și Magic Touch                | 1:42    |  |
| 2.              | „Înapoi în viitor” (Feat. Roxana Andronescu)     | Uzzi, Caddillac, Tataee și Roxana Andronescu | Caddillac, Uzzi și Tataee                  | 4:46    |  |
| 3.              | „...Și cui îi pasă?”                             | Caddillac, Uzzi și Tataee                    | Uzzi, Tataee și Caddillac                  | 4:38    |  |
| 4.              | „Bag pula-n lume și v-o fac cadou” (Feat. ViLLy) | Tataee, Uzzi, Caddillac și ViLLy             | Tataee, Uzzi, Caddillac și Valeriu Sterian | 7:03    |  |
| 5.              | „Când trandafirii mor” (Feat. Lucian Colareza)   | Caddillac, Tataee și Lucian Colareza         | Caddillac, Tataee și Uzzi                  | 5:16    |  |
| 6.              | „Cu premeditare (După ei)”                       | Tataee                                       |                                            | 0:54    |  |
| 7.              | „Celebrii anonimi” (Feat. Luchian)               | Tataee, Uzzi și Luchian                      | Uzzi, Tataee și Caddillac                  | 3:11    |  |
| 8.              | „Robolov”                                        | Uzzi                                         | Uzzi                                       | 0:17    |  |
| 9.              | „Olimpiada”                                      | Uzzi, Tataee și Caddillac                    | Uzzi, Tataee și Caddillac                  | 5:19    |  |
| 10.             | „Cât poți tu de tare” (Feat. Bodo)               | Caddillac, Uzzi, Tataee și Bodo              | Tataee, Caddillac și Uzzi                  | 3:47    |  |
| 11.             | „Întâlnire de gradu' 4” (Feat. Magic Touch)      | Magic Touch și Uzzi                          | Uzzi                                       | 1:38    |  |
| 12.             | „Ți-o dau la muie”                               | Caddillac, Uzzi și Tataee                    | Caddillac, Uzzi și Tataee                  | 4:44    |  |
| 13.             | „Radio viitoru'”                                 | Uzzi                                         | Uzzi                                       | 0:31    |  |
| 14.             | „O la la” (Feat. WeedLady)                       | Uzzi, Caddillac, Tataee și WeedLady          | Uzzi, Tataee și Caddillac                  | 5:03    |  |
| 15.             | „Supranatural”                                   | Tataee, Uzzi și Caddillac                    | Caddillac, Uzzi și Tataee                  | 4:57    |  |
| 16.             | „Care au rămas” (Feat. Marius Săvescu)           | Marius Săvescu                               | Tataee și Caddillac                        | 1:49    |  |
| 17.             | „Fără cuvinte” (Feat. Loredana)                  | Uzzi, Caddillac, Tataee și Loredana          | Tataee, Uzzi și Caddillac                  | 4:57    |  |
| 18.             | „5000 de zile”                                   | Uzzi, Caddillac și Tataee                    | Uzzi, Caddillac și Tataee                  | 3:57    |  |
| 19.             | „La fel de prost ca tine” (Feat. Bogdan Dima)    | Tataee, Uzzi și Bogdan Dima                  | Tataee și Uzzi                             | 3:55    |  |
| 20.             | „Mașina timpului”                                | Tataee                                       |                                            | 1:50    |  |
| 21.             | „Înainte să plec”                                | Uzzi, Caddillac și Tataee                    | Uzzi, Caddillac și Tataee                  | 4:09    |  |
| 22.             | „Voiaj 01.14.53.44” (Feat. Magic Touch)          | Magic Touch                                  | Tataee și Uzzi                             | 0:28    |  |
| Lungime totală: | Lungime totală:                                  | Lungime totală:                              | Lungime totală:                            | 74:52   |  |

- Ingineri de sunet: Vlad "Tataee" Irimia / Cristi Dobrică